# J-Jolle
Die J-Jolle ist die älteste deutsche Jollenklasse und unter den vier Bezeichnungen J-Jolle, Binnenjolle, 22-m²-Rennjolle oder Nationale Jolle bekannt.

## Bauvorschriften von 1910
- Länge und Breite: 7,80 m
- Segelfläche: 22 m²
- minimale Breite des Decks: 1,70 m
- maximale Länge: 6,10 m
- minimale Breite der Konstruktionswasserlinie: 1,50 m
- maximale Besatzung: 3 Mann
- minimales Gewicht 450 kg
- Bauweise: Eiche-auf-Eiche-Klinker
- maximaler Preis: 1000,- RM
- Bezahlte Mannschaft war verboten.

## Geschichte

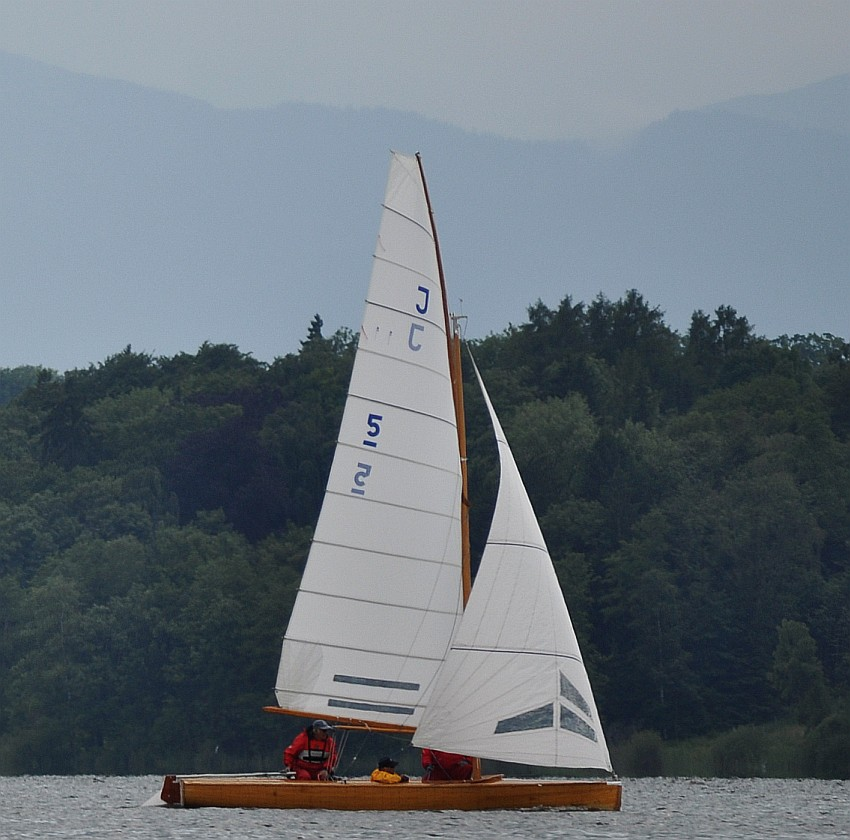
J-Jolle am Starnberger See

Die Jolle wurde 1909 vom Deutschen Segler Verband als Nationale Jolle konzipiert. Der D.S.Vb. reagierte damit auf das rasante Wachstum der Kleinsegelei. Das Boot war als billiges Ausbildungsboot gedacht. Bis 1915 wurden etwa 300 Nationale Jollen gebaut. Der Charakter des Ausbildungsbootes verschwand bald, denn die Segler entwickelten schnelle Renner um in Regatten zu siegen.
1916 wurden die Bauvorschriften angepasst: Gewichts- und Preislimit entfielen, die Boote durften mit anderen Hölzern als Eiche geplankt werden. Sie waren nun karweel zu bauen. Als Segelzeichen wurde 1919 das J (sprich I) eingeführt. Die Jollen wiegen um 400 kg bei etwa 6 m Länge und sind mit realer Segelfläche von über 30 m² übertakelt. Spinnaker und Backstagen gehören zur Ausrüstung. Die 22-m²-Rennjolle ist ein Mannschaftsboot, bei der alle drei Segler gleich gefordert sind. Die Jollen sind sehr schnell und kommen leicht ins Gleiten. Bis 1945 galt die Binnenjolle als anspruchsvollste mitteleuropäische Jollenklasse.
Die 22-m²-Rennjolle wurde gebaut in:
- Deutschland
- Österreich
- Schweiz
- Ungarn
- Italien
- Jugoslawien

Es entstanden rund 600 Boote. Die J-Jollenklasse war die erste Jollenklasse, in der ab 1933 eine Europameisterschaft ausgetragen wurde.
1950 wurde die J-Jolle zur DSV-Altersklasse. Bis in die 1960er Jahre regattierten J-Jollen in Österreich und Süddeutschland.
Heute existieren noch etwa 100 J-Jollen, darunter viele aus den 1920er Jahren, es gibt zwei Neubauten.

## Klassenvereinigung
Seit 1981 gibt es die J-Jollen Vereinigung mit Schwerpunkt Konstanz am Bodensee. Die Vereinigung ist 1994 in die Internationale-J-Jollenvereinigung 22-m²-Rennjollen e. V. übergegangen. Ziel der Vereinigung ist der Erhalt und die
Restaurierung der alten Jollen sowie das Regattasegeln.

## Regatten
- 1914 bis 1942 Seglerhauspreis, ausgetragen vom VSaW auf Wannsee und Havel.
- ab 1924 Länderwettkämpfe Ungarn-Österreich auf dem Plattensee (Balaton), 1925 Wörthersee, 1930 Ungarn-Deutschland-Italien auf dem Plattensee, 1932 Ungarn-Deutschland-Italien-Österreich auf dem Wannsee
- 1932 bis 1942 Seenwettkämpfe: Internationale Regattaserie über 2 bis 5 Seen, es wurden Mannschaften aus je drei Jollen eines Sees/Landes gebildet. Die Regatten fanden statt auf Wannsee/Havel (D), Ammersee (D), Wörthersee (AU), Balaton (H), St. Moritzsee (CH)
- 1933 bis 1939 Europameisterschaft auf Plattensee, 1934 auf der Wörthersee, 1935 in Triest inder Itl. nat. 6 m Jolle, 1937 auf dem Zürichsee, 1938 auf dem Wannsee, 1939 auf dem Plattensee ist kriegsbedingt ausgefallen.

Von 1982 bis 2001 wurde das Internationale J-Jollen-Treffen – die Klassenmeisterschaft – in Konstanz am Bodensee ausgetragen, seit 2002 wird jährlich wird die EURO um den EUROPA-Pokal an unterschiedlichen Orten (z. B. 2002 Hamburg, 2006 Attersee, 2010 Balaton), mit teilweise 20 Jollen ausgetragen.